# المفجورة (مسورة)

تعديل مصدري - تعديل

المفجورة هي إحدى قرى عزلة مسورة بمديرية مسورة التابعة لمحافظة البيضاء، بلغ تعداد سكانها 26 نسمة حسب تعداد اليمن لعام 2004.